# Les Voltes (el Vendrell)
Les Voltes és una obra del Vendrell (Baix Penedès) inclosa a l'Inventari del Patrimoni Arquitectònic de Catalunya.

## Descripció
La planta baixa és composta per un porxo format per cinc pilastres exemptes que sostenen unes bigues de fusta, donant lloc així a un passadís arquitravat. Les pilastres continuen adossades en la resta de la façana de l'edifici, separant-les en quatre cossos cadascun dels pertany a un edifici diferent. Cada cos consta d'una porta balconera amb base i d'un gran balcó a la part sota.

## Història
L'únic que es coneix sobre la història de "les voltes" és una fotografia de l'any 1903 on ja es veuen tal com són avui dia, per la qual cosa la seva construcció deu ser del segle xix.